# Antoni Caba
Antoni Caba i Casamitjana – hiszpański malarz portrecista.
Studiował w Królewskiej Katalońskiej Akademii Sztuk Pięknych św. Jerzego w Barcelonie, gdzie jego nauczycielami byli Gabriel Planella, Pau Milà i Fontanals i Claudio Lorenzale. Dzięki otrzymanemu stypendium kontynuował naukę w Królewskiej Akademii Sztuk Pięknych św. Ferdynanda w Madrycie, gdzie jego nauczycielem był Federico Madrazo. Wziął udział w Krajowej Wystawie Sztuk Pięknych w Madrycie w 1864, jedno z jego dzieł zostało zakupione przez państwo i włączone do zbiorów Muzeum Prado.
Studiował również w Akademii Sztuk Pięknych w Paryżu, gdzie uczył się u szwajcarskiego malarza Charles'a Gleyre'a. W 1874 zaczął wykładać w Królewskiej Katalońskiej Akademii Sztuk Pięknych św. Jerzego, a w latach 1887–1901 był jej dyrektorem. Należał również do czołowego zgrupowania artystycznego Real Círculo Artístico de Barcelona. W tym okresie zajmował się portretowaniem katalońskiej burżuazji, jego portrety były niezwykle realistyczne, z widocznym wpływem romantyzmu. Wykonał również malowidła ścienne m.in. dla Gran Teatre del Liceu.